# Саиман 200
Саиман 200  је италијански школски једномоторни, двокрилац двосед са отвореном кабином, пројектован 1930.-тих година двадесетог века а израђен у ваздухопловној фирми Società Industrie Meccaniche Aeronautiche Naval (SAIMAN) одакле му и потиче име. Користио се као школски авион пре, у току и након Другог светског рата.

## Пројектовање и развој
Главни инжењер италијанске фирме за производњу авиона Società Industrie Meccaniche Aeronautiche Navali (SAIMAN), Марио Ботини (Mario Bottini) је на основу претходног модела Саиман С.4 пројектовао школски авион САИМАН 200. Авион за обуку Саиман 200 је изграђен током 1938. године и био је намењен за почетну обуку пилота војних авиона. Прототип авиона је полетео први пут крајем 1938. године. То је за то време био класичан школски авион двокрилац мешовите конструкције једномоторни двосед са тандем распоредом седишта и фиксним стајним трапом кога је погонио линијски мотор Алфа Ромео 115 снаге 185 KS и двокрака дрвена вучна елиса фиксног корака.

## Технички опис

### Варијанте авиона Саиман 200
- САИМАН 200 – авион са мотором Alfa-Romeo 115 снаге 138 kW, израђено 128 авиона.
- САИМАН 205 – авион са мотором Alfa-Romeo 110 снаге 74 kW, израђено само два прототипа.

## Земље које су користиле Авион Саиман 200
- Италија
- НДХ
- Нацистичка Немачка
- САД
- Југославија

## Оперативно коришћење
Укупно је произведено 130 авиона и то 128 типа 200 и два прототипа типа 205. Авион Саиман 205 је потпуно исти авион као и модел 200, једина је разлика у мотору у њега је уграђиван мотор Алфа Ромео 110 снаге 74 kW. Авион са слабијим мотором (читај економичнији) био је намењен цивилној употреби тј. аеро клубовима.
Авион Саиман 200 се користио пре и за време рата за обуку италијанских војних пилота. Зракопловству НДХ је продато 25 ових авиона који су коришћени за обуку пилота или као авион за везу и извиђање. После капитулације Италије, Немци су заробили известан број ових авиона које су користили за обуку пилота. 
Извесну количину авиона овог типа су заробили и савезници током инвазије на Италију, користили су их као авионе за везу и "такси" авионе.

## Авион Саиман 200 у Југославији
После капитулације Италије, 9. септембра 1943.г заплењен је већи број авиона у Горици, међу којима је био и један САИМАН 200, који је коришћен за везу и извиђање за потребе Оперативног штаба приморске зоне. Касније, 1944. још 2 авиона САИМАН 200 су пребегла у партизане из састава Зракопловства НДХ и припојени су ескадрили за везу ВШ формираног 18. августа 1944. на Вису. У великом прелету који је организовао Иван Цвончек, 6. априла 1945. г, учествовао је и један САИМАН 200 који је из Загреба прелетео у Глину.
На крају рата од Ваздухопловства НДХ наслеђено је пет авиона овога типа који су коришћен после рата у Југословенском ратном ваздухопловству као авиони за везу.